# آرمیک
آرمیک با نام کامل آرمیک دشچی (زادهٔ ۲۵ ژوئیه در تبریز)، گیتاریست ایرانی-ارمنی سبک فلامنکو است.

## زندگی‌نامه
در کودکی با خانواده‌اش به تهران آمد و در محله دروازه دولت و سپس خیابان گرگان (نامجوی فعلی) ساکن شد. مادرش سرپرستار بیمارستان پارس بود.
آرمیک نواختن گیتار را از شش سالگی آغاز کرد. در نوجوانی به باشگاه‌های شبانه می‌رفت و گیتار می‌نواخت.
آرمیک در دهه پنجاه خورشیدی نواختن در ترانه‌های پاپ ایرانی را آغاز کرد و با مشهورترین خوانندگان ایرانی از جمله گوگوش، داریوش اقبالی و ابی و آهنگسازانی نظیر واروژان و حسن شماعی‌زاده همکاری داشت.
او اکنون ساکن لس‌آنجلس است و یکی از پرفروش‌ترین نوازندگان گیتار در بازار موسیقی این کشور است.

## زندگی هنری
نام آرمیک برای همه نوازندگان گیتار و بسیاری از مردم آشناست چه آن زمان که نوای گیتار او روح بخش و غنای آثار خوانندگانی چون شهیار قنبری بود و چه زمانی که همه دنیا او را به عنوان گیتاریستی مطرح با سبکی مخصوص به او شناختند.
آثار او بارها در صدر برترین‌ها قرار گرفته و جزو پرفروشترین‌ها نیز بحساب می‌آید. سبک آرمیک را عده‌ای فلامنکو می‌نامند که شاید چندان هم دور نباشد چون علاقه او به موسیقی فلامنکو امری انکار ناپذیر است اما باید دانست او و سبکش شمه‌ای از موسیقی فلامنکو - جز - و حتی موسیقی ایرانیست بنوعی تلفیقی از سبک‌های مختلف که Nuevo Flamenco می‌نامند چرا رنگ و حس موسیقی فلامنکو بیشتر در آن نمایان است.
علاقه آرمیک به موسیقی از کودکی آغاز شد. در هفت سالگی او چنان شیفته یک گیتار کلاسیک شد که ساعت مچی خود را برای آن به گرو گذاشت. او گیتار را در زیرزمین خانه (جایی که پنهان از خانواده تمرین می‌کرد) مخفی نمود. زمانی که مادرش از جریان مطلع شد او استعداد شگرفی در موسیقی نشان می‌داد، بنابراین خانواده اش تأمین مخارج او را به عهده گرفت. او در حالی که مصمم به تکمیل نمودن آموزش رسمی خود در زمان تعیین شده بود، یک دوره آموزشی فشرده را طی دو سال گذراند.
در ۱۲ سالگی به آهنگسازی می‌پرداخت و سبک جاز را به صورت حرفه‌ای آغاز کرده برای حدود ۱۰ سال آن را ادامه داد.
در طول این مدت او یکی دیگر از علایق خود یعنی فلامنکو را پرورش داد. علاقه مادم العمر آرمیک به گیتار فلامنکو در اولین دیدار او از اسپانیا آغاز شد. او اغلب برای همراهی و آموختن از موسیقیدان‌های مختلف سبک‌های کلاسیک و فلامنکو به اسپانیا سفر می‌کرد:
«وقتی برای اولین بار یک گیتار فلامنکو را لمس کردم، دریافتم که این توانایی را دارم که بوسیله سازم حرف بزنم»
با شروع کار تکنوازی در سال ۱۹۹۴ او از پیشینه جاز و علاقه اش به فلامنکو برای ایجاد تغییراتی اساسی در پدیدآوردن سبک جدیدی از فلامنکو استفاده کرد.
در طول این سال‌ها او به عنوان یک موسیقیدان، تقدیر و تحسین بسیاری را برای احساسات عمیق و مهارت‌های موسیقایی خارق‌العاده اش کسب نموده‌است. قطعات و اجراهای ارزشمند او محدوده کاملی از ملودی‌های محلی اسپانیایی را پوشش می‌دهد که در طی این سال‌های سازنده از تعادل ظریفی که بین سبک‌های فلامنکو و کلاسیک ایجاد کرده تا سبک لاتین و جازی که شنوندگان را امروزه در موسیقی او تحت تحت تأثیر قرار می‌دهد پیشرفت محسوسی داشته‌است.
قرار گرفتن آلبوم پیشین او درصدر بیلبورد جهانی و نمودارهای موسیقی دوره جدید و نیز یک فروش عالی در استرالیا دلیل قاطعی است مبنی بر پذیرش او عنوان هنرمندی که به تنهایی با طبقه‌بندی‌های سنتی مقابله می‌کند.
آغاز کار او برای قطعه (Bolero) با نام ” گمشده در بهشت” (LOST IN PARADISE) حیطه استعدادهای موسیقایی او را به عنوان آهنگساز، تنظیم‌کننده، گیتاریست ونیز تهیه‌کننده گسترش داد.
«گمشده در بهشت» دور نمای با شکوهی از یک سبک بی‌همتا را که خود”gypsy jazz“می نامدش به تصویر می‌کشد که ترکیب شادی از فاکتورهای کلاسیک rumba, cha_cha ,bolero, jazz و bossa nova می‌باشد.
با ” Amor De Guitarra “این هنرمند الهام گرا بار دیگر نوآوری‌های جدیدی را که حاصل عشق او به گیتار است به شنوندگان خود عرضه می‌کند. در این قطعات که تقریباً شرح حال خود اوست، آرمیک خلأهای موجود را با کمک شور موسیقایی خویش پر می‌کند.
” Amor De Guitarra “ قطعه‌ای رومانتیک و عاشقانه است که رشته مهارتهای هنری او را که به زیبایی تمام در پیش قرار می‌گیرند نشان می‌دهد. این قطعه یکی از زیباترین آهنگ‌های عاشقانه آلبوم است که علاقه، احترام و دانش موسیقایی آرمیک را به روشنی به تصویر می‌کشد؛ خاطره‌ای از گردش در جاده عشاق در شبی مهتابی.
” Romancero “ ملودی زیبایی از عشق و صلح است. ترتیب کار او در این قطعه به نحوی است که رفته رفته ملودی را گسترش داده و در ادامه تنها به جنبه‌های استعاره‌ای که در تصور شنوندگان می‌گنجد اضافه می‌کند.
در”Midnight Bolero“ به شنوندگان عشق عرضه می‌کند. او در این آهنگ ریتم‌های فلامنکو و سازهای زهی را به طرز مبتکرانه‌ای با واکنش‌ها و بانگ‌های احساسی ترکیب می‌کند که با طنین انداختن در بداهه نوازی باعث گرمی دل‌ها می‌شود. در”Fiesta“ این علاقه به موسیقی با سبک منسجمی از ریتمهایی همه گیر دنبال می‌شود که تکنوازی او را با ضرباهنگی به یاد ماندنی و الهاماتی درونی متناوباً به وقفه می‌اندازد.
آرمیک مهارت ویژه‌ای در ریتمهای فلامنکو دارد و قسمتی از مهمترین دغدغه‌های خود را در”For You” به نمایش می‌گذارد. این قطعه تکنوازی مهارت او را به بهترین نحو نشان می‌دهد. او با ترکیب بخش‌های تکرار شونده تند (RIFF) با لحظاتی آرام موسیقی ای به وجود می‌آورد که شنیدن آن بسیار لذت بخش است.
” Amor De Guitarra “ مطمئناً بسیاری را در سراسر دنیا مجذوب خواهد کرد و به شنوندگان فرصتی برای شنیدن زیباترین و عاشقانه‌ترین ملودیهای دنیا خواهد داد.
۱۱ قطعه موسیقی نفس گیر و عالی که بنحوی واقعی زنده و شفاف هستند واز اصوات ناب فلامنکو و لاتین جاز تشکیل شده‌اند که آرمیک با بداهه نوازی با شکوهی با آن مقابله می‌کند. از زیباترین آهنگ‌های آرمیک می‌توان بهMoorea , Espana , Almeria , For Annette , Lovers in Madrid ,Casa De Amor , Gypsy Flame و غیره اشاره کرد.

## آلبوم‌های آرمیک
- Rain Dancer ۱۹۹۴
- Gypsy Flame ۱۹۹۵
- Rubia ۱۹۹۶
- Malaga ۱۹۹۷
- Isla Del Sol ۱۹۹۹
- Rosas Del Amor ۲۰۰۱
- Magic Touch ۲۰۰۱
- Lost In Paradise ۲۰۰۲
- Amor De Guitarra ۲۰۰۳
- Piano Nights ۲۰۰۴
- Treasures ۲۰۰۴
- Romantic Dreams ۲۰۰۴
- Cafe Romantico ۲۰۰۵
- Mar de Sueños ۲۰۰۵
- Mi Pasion ۲۰۰۶
- Christmas Wishes ۲۰۰۶
- Guitarrista ۲۰۰۷
- Barcelona ۲۰۰۸
- A Day in Brazil ۲۰۰۸
- Serenata ۲۰۰۹
- besose ۲۰۱۰
- ۲۰۱۲ casa de amor
- ۲۰۱۲ Reflections
- ۲۰۱۳ flames of love
- ۲۰۱۳ Alegra
- ۲۰۱۴ Romantic Spanish Guitar, Volume 1
- ۲۰۱۴ Mystify
- ۲۰۱۵ Romantic Spanish Guitar, Volume 2
- ۲۰۱۵ La Vida
- ۲۰۱۶ Romantic Spanish Guitar, Volume 3
- ۲۰۱۷ Enamor
- ۲۰۱۸ Pacifica

همکاری با شهیار قنبری
صدای درخت بی زمین (مجموعه شعرخوانی) (۱۹۹۱)
| نام ترانه                       | شعر         | موسیقی |
| ------------------------------- | ----------- | ------ |
| دفتر اول: غزلگریه‌های بی‌بی بی من | شهیار قنبری | آرمیک  |
| دفتر دوم:کودکانه‌ها              | شهیار قنبری | آرمیک  |
| دفتر سوم: دلریختگان             | شهیار قنبری | آرمیک  |

قدغن (۱۹۹۲)
| نام ترانه                  | شعر         | آهنگ        | تنظیم |
| -------------------------- | ----------- | ----------- | ----- |
| قدغن                       | شهیار قنبری | شهیار قنبری | آرمیک |
| Our children will remember | شهیار قنبری | شهیار قنبری | آرمیک |
| حرف                        | شهیار قنبری | واروژان     | آرمیک |
| Forbiden                   | شهیار قنبری | شهیار قنبری | آرمیک |
| لالا لا لا                 | شهیار قنبری | شهیار قنبری | آرمیک |
| Rise up                    | شهیار قنبری | شهیار قنبری | آرمیک |
| ناب                        | شهیار قنبری | شهیار قنبری | آرمیک |

قدغن + (۱۹۹۹)
| نام ترانه                  | شعر         | آهنگ        | تنظیم |
| -------------------------- | ----------- | ----------- | ----- |
| قدغن                       | شهیار قنبری | شهیار قنبری | آرمیک |
| Our children will remember | شهیار قنبری | شهیار قنبری | آرمیک |
| حرف                        | شهیار قنبری | واروژان     | آرمیک |
| Forbiden                   | شهیار قنبری | شهیار قنبری | آرمیک |
| لالا لا لا                 | شهیار قنبری | شهیار قنبری | آرمیک |
| Rise up                    | شهیار قنبری | شهیار قنبری | آرمیک |
| ناب                        | شهیار قنبری | شهیار قنبری | آرمیک |
| شاعر شعر می‌خواند           | شهیار قنبری | شهیار قنبری | آرمیک |
| شاعر می‌کوشد ترانه بنویسد   | شهیار قنبری | شهیار قنبری | آرمیک |
| نخستین انشای تابستانی      | شهیار قنبری | شهیار قنبری | آرمیک |
| ترانه چشمه تشنه            | شهیار قنبری | شهیار قنبری | آرمیک |
| قدغن، روایت تازه           | شهیار قنبری | شهیار قنبری | آرمیک |

## آهنگسازی یا تنظیم برای خواننده‌ها
| خواننده       | نام ترانه         | شعر             | آهنگ           | تنظیم                          |
| ------------- | ----------------- | --------------- | -------------- | ------------------------------ |
| رامش          | عید صدا           | شهیار قنبری     | آرمیک          | آرمیک                          |
| داریوش        | مرا به خانه‌ام ببر | ایرج جنتی عطایی | آرمیک          | آرمیک                          |
| داریوش        | سرگردان           | ایرج جنتی عطایی | منوچهر چشم‌آذر  | آرمیک                          |
| ابی           | رازقی             | ایرج جنتی عطایی | فرید زلاند     | آرمیک                          |
| ابی           | معلم بد           | شهیار قنبری     | فرید زلاند     | آرمیک (گیتار)                  |
| ابی           | خورشید خانوم      | شهیار قنبری     | فرید زلاند     | آرمیک (گیتار)                  |
| فرامرز اصلانی | اگه یه روز        | فرامرز اصلانی   | فرامرز اصلانی  | آرمیک (گیتار)                  |
| داریوش        | دستای تو          | اردلان سرفراز   | حسن شماعی زاده | حسن شماعی زاده {آرمیک (گیتار)} |
| داریوش        | آهای مردم دنیا    | اردلان سرفراز   | فرید زلاند     | آرمیک (گیتار)                  |

## تک‌آهنگ‌ها
- مرا به خانه‌ام ببر (صدای داریوش، شعر ایرج جنتی عطایی)
- از نو (صدای رامش، شعر شهیار قنبری)
- عید صدا مبارک (صدای رامش، شعر قنبری)

چشم من داریوش شعر از اردلان سرافراز و ملودی شماعی زاده